# Len Davies
Leonard Stephen Davies (Cardiff, 28 aprile 1899 – Prescot, 23 novembre 1945) è stato un calciatore e allenatore di calcio gallese di ruolo attaccante.

## Carriera

### Club
Ha giocato nel campionato inglese.

### Nazionale
Con la nazionale gallese ha disputato 23 partite.

## Palmarès

### Giocatore

#### Competizioni nazionali
- Coppa del Galles: 5

Cardiff City: 1921-1922, 1922-1923, 1926-1927, 1927-1928, 1929-1930
- Coppa d'Inghilterra: 1

Cardiff City: 1926-1927
- Community Shield: 1

Cardiff City: 1927